# Kyle Rote Jr.
Kyle Rote Jr. (Dallas, 25 december 1950) is een voormalig Amerikaans voetballer. In zijn carrière heeft hij bij verschillende clubs in de Verenigde Staten gespeeld. In 1973 werd hij topscorer in de North American Soccer League.

## Prijzen

### Topscorer North American Soccer League
- Winnaar: (1) 1973 (10)